# U-1191
Unterseeboot 1191 foi um submarino alemão do Tipo VIIC, pertencente a Kriegsmarine que atuou durante a Segunda Guerra Mundial.

## Comandantes
| Comandante       | Data                                        |
| ---------------- | ------------------------------------------- |
| Oblt. Peter Grau | 9 de setembro de 1943 - 12 de junho de 1944 |

## Subordinação
Durante o seu tempo de serviço, esteve subordinado às seguintes flotilhas:
| Período                                     | Flotilha                                  |
| ------------------------------------------- | ----------------------------------------- |
| 9 de setembro de 1943 - 30 de abril de 1944 | 8. Unterseebootsflottille (treinamento)   |
| 1 de maio de 1944 - 12 de junho de 1944     | 7. Unterseebootsflottille (serviço ativo) |